# Siège de Figuieras (1811)
« Siège de Figueras » redirige ici. Pour les autres significations, voir Siège de Figueras (homonymie).
Guerre d'indépendance espagnole
Batailles
- Dos de Mayo
- Tolède
- Bruc
- Valdepeñas
- Pont d'Alcolea
- Port de Cadix
- Olhão
- Cabezón
- Gérone (1er)
- Saragosse (1er)
- Valence (1er)
- Medina de Rioseco
- Bailén
- Gérone (2e)
- Évora
- Roliça
- Vimeiro

- Durango (10-1808)
- Balmaseda (11-1808)
- Burgos (11-1808)
- Roses (11-1808)
- Espinosa (11-1808)
- Tudela (11-1808)
- Bubierca (11-1808)
- Somosierra (11-1808)
- Cardedeu (12-1808)
- Saragosse (12-1808)
- 1re Molins de Rei (12-1808)
- Sahagún (12-1808)
- Benavente (12-1808)
- Mansilla (12-1808)
- Castelló d'Empúries (01-1809)
- Cacabelos (01-1809)
- Lugo (01-1809)
- Zamora (01-1809)
- Astorga (01-1809)
- La Corogne (01-1809)

- Chaves
- Villafranca (1re)
- Braga
- Amarante
- Lugo
- Verín
- Porto (1re)
- Vigo
- Grijó
- Porto (2de)
- Ponte Sampaio

- Uclès
- Yevenes
- Ciudad Real (es)
- Miajadas
- Medellín
- Alcantara
- Talavera
- Arzobispo
- Almonacid
- Baños
- Tamames
- Hostalrich
- Ocaña
- Alba de Tormes
- Cadix
- Valverde

- Valls (1re)
- 2e Molins de Rei (03-1809) (ca)
- Gérone
- Alcañiz
- María-Belchite
- Mollet
- Vich
- Villafranca (2e)
- Lérida
- Mequinenza
- La Bisbal
- Tortose
- Valls (2e)
- Tarragone (1er)
- Montserrat
- Sagonte
- Valence
- Castalla (1er)
- Castalla (2e)
- Tarragone (2e)
- Ordal

- Astorga (03-1810)
- Ciudad Rodrigo (04-1810)
- Barquilla (07-1810)
- La Côa (07-1810)
- Almeida (07-1810)
- Villagarcia (08-1810)
- Trant
- Fuente de Cantos (09-1810)
- Buçaco (09-1810)
- Torres Vedras
- Pombal (03-1811)
- Redinha (03-1811)
- Condeixa
- Casal Novo (03-1811)
- Foz de Arouce (03-1811)
- Sabugal (04-1811)
- Fuentes de Oñoro (05-1811)
- Almeida  (04-1811)

- Cadix
- Fuengirola
- Baza
- Barrosa
- Zújar
- Bornos (1er)
- Tarifa
- Bornos (2e)

- Olivença (01-1811)
- Gebora (02-1811)
- Campo Maior (03-1811)
- 1re Badajoz (04-1811)
- Fuentes de Oñoro (05-1811)
- Albuera (05-1811)
- Usagre (05-1811)
- Cogorderos (06-1811)
- Carpio (09-1811)
- El Bodón (09-1811)
- Aldeia da Ponte (09-1811)
- Arroyomolinos (10-1811)
- Tarifa (12-1811)
- Navas de Membrillo
- Almagro (01-1812)
- 2e Ciudad Rodrigo (01-1812)
- 2e Badajoz (03-1812)
- Villagarcia (04-1812)
- Almaraz (05-1812)
- Maguilla (06-1812)
- Arapiles (07-1812)
- García Hernández (07-1812)
- Majadahonda (08-1812)
- Retiro (08-1812)
- Madrid (08-1812)
- Burgos (09-1812)
- Villodrigo (10-1812)
- Tordesillas (10-1812)
- Alba de Tormes (11-1812) (es)
- San Muñoz (11-1812)

- San Millan-Osma (06/1813)
- Vitoria (06/1813)
- Tolosa (06/1813)
- Saint-Sébastien (1er) (07/1813)
- Pyrénées (07/1813)
- Maya (07/1813)
- Roncevaux (07/1813)
- Sorauren (07/1813)
- Beunza (07/1813)
- Saint-Sébastien (2e) (08/1813)
- San Marcial (08/1813)
- Bidassoa (10/1813)
- Pampelune (10/1813)
- Nivelle (11/1813)
- Nive (12/1813)

- Garris (02/1814)
- Orthez (02/1814)
- Bayonne (02/1814)
- Toulouse (04/1814)

Le siège de Figuières a lieu en 1811. François Gilles Guillot commandait le 1er arrondissement de Haute Catalogne, sous les ordres du colonel général Louis Baraguey d'Hilliers, commandant en chef de cette province. Assurer les communications de l'armée avec la France, surveiller les postes ennemis, se porter sur les divers points où ils se présenteraient pour les disperser, tel était l'objet de sa mission. La place de Figuières / Figueres était située dans son commandement.
Cette place, devenue le principal entrepôt des approvisionnements de l'armée, formait un point central et avantageux pour les opérations qui étaient confiées au général Guillot. Ces considérations l'avaient déterminé à établir son quartier général dans le château de San Fernando de Figueres.
Investi du commandement général de l'arrondissement, il avait nécessairement le commandement supérieur de la place de Figueres; mais ses fonctions ne lui permettaient pas de se livrer aux détails de cette partie de son administration. La ville et le château de Sant Ferran, la forteresse qui domine la ville, avaient son commandant particulier et spécial. C'était le colonel d'infanterie Yann qui remplissait ces fonctions à l'époque où le château de Sant Ferran fut surpris par les insurgés espagnols. Cet événement eut lieu dans la nuit du 9 au 10 avril 1811 et fut le résultat de la trahison. Quelques Espagnols employés auprès du garde-magasin des approvisionnements de réserve facilitèrent aux insurgés les moyens de s'introduire dans le château.
Le chef de bande Livrera, à la tête de 600 hommes (soutenu par les troupes du chef de bande Rovira et du colonel-brigadier Martínez), s'approcha des murs de la place à la faveur de la nuit, et gagna, sans être vu, l'entrée du magasin, dont les portes lui furent ouvertes, à l'aide de fausses clefs, par un des Espagnols attachés au garde-magasin Blouquier. Il pénétra dans l'intérieur et surprit la garde de la porte principale, après avoir tué la sentinelle. Les insurgés se répandirent dans le fort, s'emparèrent des principales portes et des issues, égorgèrent les sentinelles et tous ceux qui se montraient disposés à se défendre, et placèrent des hommes devant les casernes pour empêcher la sortie des troupes.
Aux premiers coups de fusil, la sentinelle du poste de L'Hôpital était allé donner l'alarme à la caserne occupée par le dépôt italien. On avait même battu un instant la générale dans le haut du fort et au poste de la caserne. La troupe italienne s'arma aussitôt, se rallia et s'avança la baïonnette croisée ; mais cernée de toutes parts par les insurgés, qui firent pleuvoir sur elle une grêle de balles, elle fut obligée de mettre bas les armes. 40 Italiens furent tués les armes à la main, un plus grand nombre fut blessé.
Au premier bruit qu'il entendit, le général Guillot, qui logeait dans le fort, se précipita vers le lieu d'où partait le feu, il eut alors la douleur d'entendre les Napolitains, qui faisaient partie de la garnison, crier : Viva Spagna, siamo tutti fratelli. Les postes napolitains qui gardaient les bastions de la place n'opposèrent qu'une faible résistance. Les soldats de cette nation, qui étaient dans la caserne, demeurèrent dans l'inaction et n'imitèrent point le bon exemple que leur donnaient les Italiens. Le 5e bataillon du train des équipages militaires, seule troupe française qui fût alors dans le fort, ne put être employé utilement, attendu qu'il se trouvait enfermé sous les grilles des écuries, dont les clefs, déposées chez l'adjudant de la place, ne purent être trouvées que trop tard. Cependant, ces soldats ne consentirent à mettre bas les armes que le lendemain à quatre heures du soir, et sur la menace qui leur fut faite d'être tous fusillés s'ils ne cessaient une résistance devenue inutile.
Pendant tout ce temps, le général Guillot cherchait à rallier autour de lui le plus de monde possible, et faisait toutes les dispositions qu'il croyait les plus propres à arrêter les effets de l'invasion, mais ce fut en vain ; il succomba et resta prisonnier des Espagnols. Pendant sa captivité, il conçut le hardi projet de reprendre la forteresse par les mêmes moyens dont les ennemis s'étaient servis pour s'en emparer, c'est-à-dire de fournir à l'armée française la facilité de s'introduire dans le fort et de surprendre la garnison espagnole.
Encouragé dans sa périlleuse entreprise par le désir de reprendre sa revanche, il parvint à séduire quelques sous-officiers et soldats espagnols qu'il envoyait tour à tour au général Baraguey d'Hilliers pour l'instruire de l'état de la garnison et de ses dispositions, et pour lui soumettre divers projets pour surprendre la place. Sept émissaires parvinrent heureusement à destination, mais le huitième fut arrêté porteur des dépêches de Guillot. Ce malheureux fut fusillé, et le général Guillot, qui, jusque-là, avait joui des égards dus à son grade, fut enfermé dans un cachot humide, où il recevait à peine l'eau et le pain nécessaires à sa subsistance.
Le commandant espagnol le livra à un conseil de guerre qui le condamna à être passé par les armes. Cependant, l'armée française resserrait chaque jour davantage le blocus de la place. Les secours que la garnison attendait n'arrivaient pas. Les Espagnols voyaient arriver le moment où ils seraient obligés de se rendre. Ces motifs et la crainte des représailles déterminèrent les chefs à suspendre l'exécution de la sentence prononcée contre le général Guillot. En effet, la garnison capitula le 19 août 1811, et le général Guillot fut délivré après quarante-neuf jours de la plus dure captivité. 
Par jugement du 23 août, la commission militaire, instituée à cet effet, condamna à la peine de mort Marqués, Junyez et Floretta comme coupables d'avoir livré le château de Sant Ferran aux insurgés espagnols, elle condamna également, par contumace, à la même peine les nommés Genis Pons et Pierre Pons. Quant au général Guillot, il fut immédiatement conduit, par ordre de l'empereur, à la citadelle de Perpignan pour y être détenu jusqu'à nouvel ordre.

## Source
Charles Mullié, Biographie des célébrités militaires des armées de terre et de mer de 1789 à 1850, 1852 